# Zdeněk Svoboda
Zdeněk Svoboda (n. 20 de mayo de 1972 en Brno, Checoslovaquia) es un ex futbolista checo que jugó en varios equipos, pero principalmente en el AC Sparta Praga de la Gambrinus liga. Fue internacional con la selección de la República Checa. 

## Trayectoria
Zdeněk Svoboda debutó en el fútbol profesional con el 1. FC Brno de su ciudad natal. Posteriormente fichó por el Dukla Praga y de ahí pasó al Sparta Praga en 1993, donde jugó nueve temporadas y disputó más de 150 partidos oficiales de liga.
Tras retirarse como futbolista, Svoboda inició su carrera como entrenador y continuó ligado al Sparta al hacerse cargo del equipo filial en 2009. Desde 2012 es uno de los asistentes del primer equipo.

## Selección nacional
Fue internacional con la selección de la República Checa, con quien disputó nueve encuentros. Formó parte del equipo nacional que logró el tercer puesto en la Copa Confederaciones de la FIFA 1997 disputada en Francia.